# Wereldkampioenschap voetbal 2006 (halve finale) Portugal - Frankrijk
Deze pagina is een subpagina van het artikel Wereldkampioenschap voetbal 2006. Hierin wordt de wedstrijd in de halve finale tussen Portugal en Frankrijk gespeeld op 5 juli nader uitgelicht.

## Wedstrijdgegevens
| Datum                | 5 juli 2006               | 5 juli 2006               |
| Stadion              | Allianz Arena, München    | Allianz Arena, München    |
| Toeschouwers         | 66,000                    | 66,000                    |
| Scheidsrechter       | Jorge Larrionda           | Jorge Larrionda           |
| Assistenten          | Walter Rial Pablo Fandino | Walter Rial Pablo Fandino |
| Vierde man           | Mark Shield               | Mark Shield               |
| Man van de wedstrijd | Lilian Thuram             | Lilian Thuram             |
|                      | Portugal                  | Frankrijk                 |
| Doelpunten           | 0                         | 1                         |
| Gele kaarten         | 1                         | 1                         |
| Rode kaarten         | 0                         | 0                         |
| Wissels              | 3                         | 3                         |
| Schoten op doel      | 5                         | 4                         |
| Schoten naast doel   | 12                        | 5                         |
| Overtredingen        | 18                        | 11                        |
| Hoekschoppen         | 8                         | 3                         |
| Buitenspel           | 4                         | 0                         |
| Strafschoppen        | 0                         | 1                         |
| Balbezit (tijd)      | 35"00                     | 24"00                     |
| Balbezit (%)         | 59%                       | 41%                       |

| Portugal | 0 – 1          | Frankrijk |
| | goals (assist) | 33' (pen.) Zinédine Zidane |
| Luiz Felipe Scolari | bondscoach     | Raymond Domenech |
| Ricardo Fernando Meira Costinha 75' Luís Figo Pauleta 68' Miguel 62' Nuno Valente Ricardo Carvalho Cristiano Ronaldo Maniche Deco | opstellingen   | Fabien Barthez Éric Abidal Patrick Vieira William Gallas Claude Makélélé 69' Florent Malouda Zinédine Zidane 85' Thierry Henry Lilian Thuram Willy Sagnol 72' Franck Ribéry |
| Paulo Ferreira 62' Simão 68' Hélder Postiga 75'                                                                                   | wissels        | 69' Sylvain Wiltord 72' Sidney Govou 85' Louis Saha |
| Ricardo Carvalho 83' | gele kaarten   | 87' Louis Saha |
| | rode kaarten   | |

## Nabeschouwing
Beide teams kregen in de wedstrijd genoeg kansen, maar alleen Frankrijk wist te scoren in de 33e minuut middels een omstreden starfschop. Zidane schoot nadat de Franse spits Thierry Henry werd neergehaald door Ricardo Carvalho de strafschop netjes in de hoek van het goal, nadat hij nauwelijks een aanloop had genomen. Zidane werd ontvangen als een held in Frankrijk, hoewel hij in de maanden voorafgaand aan het WK niet goed presteerde.
In de laatste minuut van de wedstrijd kreeg Portugal alsnog een enorme kans, maar de Portugees Luís Figo kopte net over het doel heen. Hiermee was de laatste kans voor Portugal om zich te plaatsen voor de WK finale verkeken.

## Overzicht van wedstrijden
| Groepswedstrijden | | | |
| Groep A | Groep B | Groep C | Groep D |
| Duitsland - Costa Rica Polen - Ecuador Duitsland - Polen Ecuador - Costa Rica Ecuador - Duitsland Costa Rica - Polen             | Engeland - Paraguay Trinidad en Tobago - Zweden Engeland - Trinidad en Tobago Zweden - Paraguay Zweden - Engeland Paraguay - Trinidad en Tobago | Argentinië - Ivoorkust Servië en Montenegro - Nederland Argentinië - Servië en Montenegro Nederland - Ivoorkust Nederland - Argentinië Ivoorkust - Servië en Montenegro | Mexico - Iran Angola - Portugal Mexico - Angola Portugal - Iran Portugal - Mexico Iran - Angola                               |
| Groep E | Groep F | Groep G | Groep H |
| Italië - Ghana Verenigde Staten - Tsjechië Italië - Verenigde Staten Tsjechië - Ghana Tsjechië - Italië Ghana - Verenigde Staten | Australië - Japan Brazilië - Kroatië Brazilië - Australië Japan - Kroatië Japan - Brazilië Kroatië - Australië                                  | Frankrijk - Zwitserland Zuid-Korea - Togo Frankrijk - Zuid-Korea Togo - Zwitserland Togo - Frankrijk Zwitserland - Zuid-Korea                                           | Spanje - Oekraïne Tunesië - Saoedi-Arabië Spanje - Tunesië Saoedi-Arabië - Oekraïne Saoedi-Arabië - Spanje Oekraïne - Tunesië |
| Achtste finales | | | |
| Duitsland - Zweden Argentinië - Mexico                                                                                           | Italië - Australië Zwitserland - Oekraïne | Engeland - Ecuador Portugal - Nederland | Brazilië - Ghana Spanje - Frankrijk                                                                                           |
| Kwartfinales | | | |
| Duitsland - Argentinië | Italië - Oekraïne | Engeland - Portugal | Brazilië - Frankrijk |
| Halve finales | | | |
| Duitsland - Italië | Duitsland - Italië | Portugal - Frankrijk | Portugal - Frankrijk |
| Troostfinale | | | |
| Duitsland - Portugal | | | |
| Finale | | | |
| Italië - Frankrijk | | | |